# Station Lübberstedt
Station Lübberstedt (Bahnhof Lübberstedt) is een spoorwegstation in de Duitse plaats Lübberstedt, in de deelstaat Nedersaksen. Het station ligt aan de spoorlijn Wunstorf - Bremerhaven. Op het station stoppen alleen Regio-S-Bahntreinen van Bremen en Nedersaksen op het station. Het station telt twee perronsporen. Station Lübberstedt ligt in het dorpje Wohlthöfen, wat ongeveer 2 kilometer van Lübberstedt ligt.

## Treinverbindingen
De volgende treinserie doet station Lübberstedt aan:
| Serie | Treinsoort                  | Route                                                                                              | Bijzonderheden                       |
| ----- | --------------------------- | -------------------------------------------------------------------------------------------------- | ------------------------------------ |
| S2    | Regio-S-Bahn (NordWestBahn) | Bremerhaven-Lehe – Bremerhaven Hbf – Lübberstedt – Osterholz-Scharmbeck – Bremen Hbf – Twistringen | Versterkingstreinen tijdens de spits |